# Gadirtha commixta
Gadirtha commixta är en fjärilsart som beskrevs av Paul Dognin 1923. Gadirtha commixta ingår i släktet Gadirtha och familjen trågspinnare. Inga underarter finns listade i Catalogue of Life.